# Недошуток
«#недошуток» — третий музыкальный альбом российского рок-музыканта, шоумена и ведущего Александра Пушного, который вышел на лейбле Navigator Records в 2015 году.

## История
30 марта 2015 года на видеохостинге YouTube было опубликовано видео «Все через ж0пу!!!», в котором Пушной в шутливо-пародийной форме критиковал свой грядущий альбом. Альбом «#недошуток» — первый официальный студийный альбом Александра Пушного. Включает в себя несколько треков, записанных в разное время в Киеве, совместно с группой «Джанкой Бразерс». Альбом можно условно разделить на две части: первую — юмористическую и вторую — более серьёзную и лиричную.

В альбоме идеальный порядок и он совпадает с тем состоянием, когда мы садимся за стол, выпиваем, вначале все рассказывают анекдоты, веселые истории, начиная с середины разговор уходит в политику, за жизнь, а в конце, как говорится «русское народное». В общем, слушать, употребляя.— Александр Пушной

## О песнях
Треки «Идиот», «Улыбаемся и машем», «It’s My Life», «Эрнст», «Facebook», «Сиськи» и «Britney», уже ранее опубликованные в Интернете, в альбоме звучат с новыми аранжировками.
Песни «Во поле берёза стояла…» и «Чёрный ворон» были ранее выпущены в других аранжировках в предыдущем альбоме Пушного «АЛЬ-БОМ! народных песен», причём последняя также присутствовала и в первом альбоме музыканта, под названием «Пушной.ru», также в другой аранжировке.

## Список композиций
| №   | Название                   | Текст песни                                         | Музыка           | Длительность |
| --- | -------------------------- | --------------------------------------------------- | ---------------- | ------------ |
| 1.  | «Идиот»                    | Дмитрий Брейтенбихер                                | Александр Пушной | 2:25         |
| 2.  | «Сиськи»                   | Дмитрий Брейтенбихер                                | Александр Пушной | 3:12         |
| 3.  | «Улыбаемся и машем»        | Дмитрий Брейтенбихер                                | Александр Пушной | 3:54         |
| 4.  | «Facebook»                 | Александр Пушной                                    | Александр Пушной | 2:44         |
| 5.  | «Britney»                  | Дмитрий Брейтенбихер                                | Александр Пушной | 2:35         |
| 6.  | «Серенада»                 | Александр Пушной                                    | Александр Пушной | 3:20         |
| 7.  | «Любовь»                   | Мариана Безносова                                   | Александр Пушной | 3:00         |
| 8.  | «It's My Life»             | Дмитрий Брейтенбихер                                | Александр Пушной | 1:40         |
| 9.  | «Эрнст»                    | Александр Пушной                                    | Александр Пушной | 2:49         |
| 10. | «Кто Вы?»                  | Александр Пушной                                    | Александр Пушной | 3:26         |
| 11. | «Во поле берёза стояла...» | Народный (на английском; перевёл Дмитрий Лужинский) | Александр Пушной | 3:48         |
| 12. | «Untitled»                 | Александр Пушной                                    | Александр Пушной | 3:09         |
| 13. | «Всеможизм»                | Александр Пушной                                    | Александр Пушной | 2:55         |
| 14. | «Чёрный ворон»             | Народный                                            | Народная         | 3:42         |

## Участники записи
- Александр Пушной — лидер-ритм и акустическая гитары, основной вокал и др. инструменты, аранжировки, автор

+ & The Band в составе:
- Дмитрий Поэта — клавишные, бэк-вокал;
- Александр Мельник — бас-гитара;
- Александр Муренко — барабаны;

Часть партий на бас-гитаре и барабанах сыграл сам Пушной. Также записал некоторое количество аранжировок. Из-за малого количества участников, было коллективно решено, что аккомпанирующий коллектив сменит название на The Band. Из них только клавишник и бас-гитарист связаны с коллективом «Джанкой Бразэрс».
Все песни были почти полностью перезаписаны т.к, некоторые Пушной записывал в одиночку.

## Критика
Денис Ступников в статье на сайте KM.RU отмечает вымученность и вторичность юмора, отсутствие гитарных риффов и каверов. Он отмечает, что вторая пластинка Пушного обескураживает на фоне его первого альбома «Пушной.ru».
Алексей Мажаев в статье на сайте InterMedia указывает на поэтические помарки: слабые рифмы и избитость поднятых Пушным проблем.